# Gelting (Geretsried)
Gelting ist ein Gemeindeteil der Stadt Geretsried im oberbayerischen Landkreis Bad Tölz-Wolfratshausen.
Der Ort liegt nordwestlich der Kernstadt Geretsried und direkt südlich der Kernstadt Wolfratshausen an der TOL 22. Westlich und nördlich des Ortes verläuft der Loisach-Isar-Kanal, westlich fließt die Loisach. Nördlich verläuft die B 11a und westlich die St 2370.

## Sehenswürdigkeiten
In der Liste der Baudenkmäler in Geretsried sind für Gelting zehn Baudenkmäler aufgeführt, darunter:
- Die katholische Filialkirche St. Benedikt (Wolfratshauser Straße 1) wurde von 1631 bis 1649 erbaut, das Turmuntergeschoss stammt allerdings aus dem Jahr 1532. Das Obergeschoss wurde 1659/60 und 1708 erneuert und im Jahr 1734 umgestaltet. Zum barocken Saalraum gehört der eingezogene Polygonalchor und der nördliche Zwiebelturm.

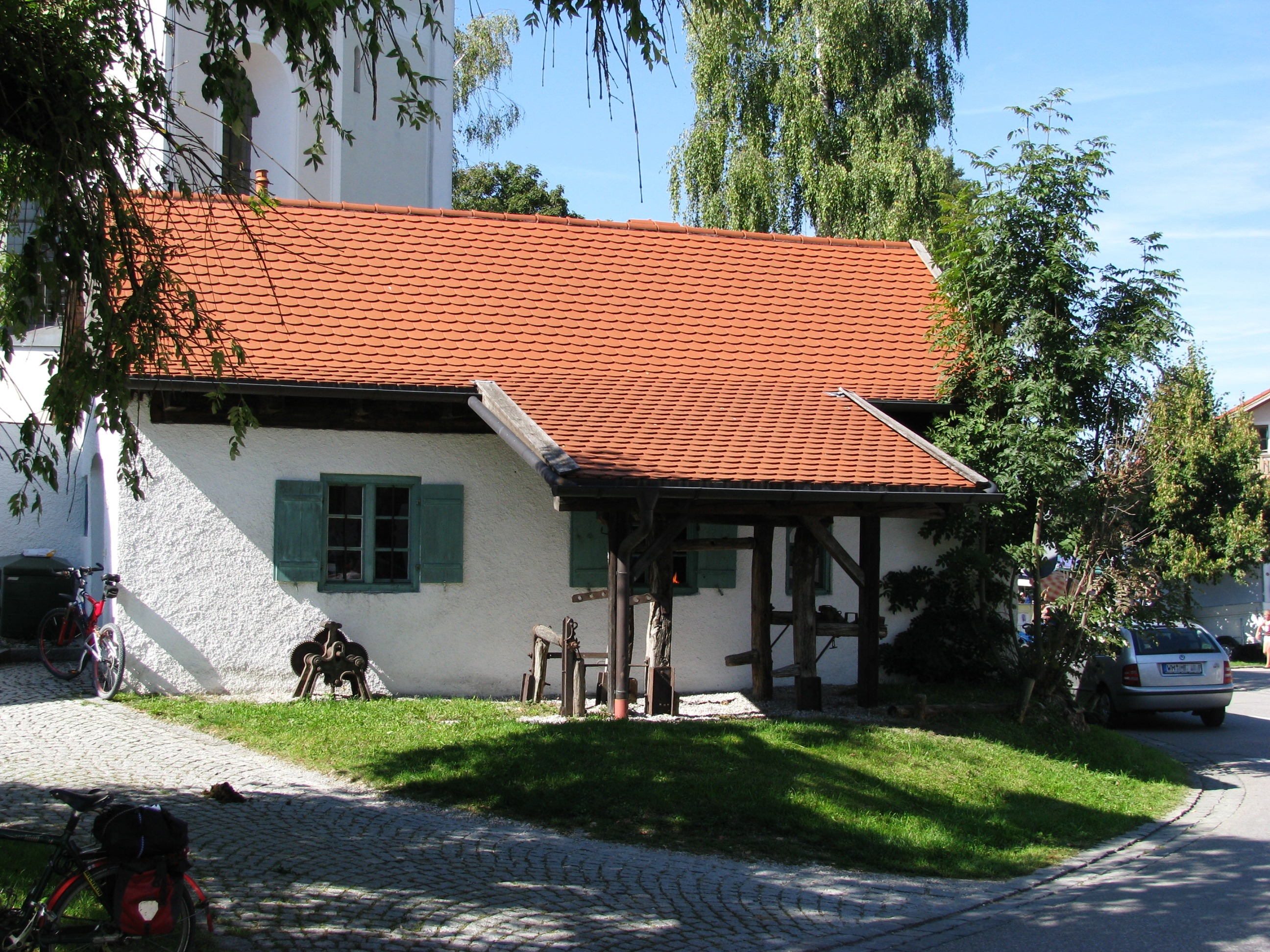
Ehemalige Dorfschmiede in Gelting (2012)

- Das Gebäude der ehemaligen Dorfschmiede (Nähe Wolfratshauser Straße) ist ein erdgeschossiger Flachsatteldachbau mit hölzernem Beschlagstand. Es stammt aus der ersten Hälfte des 19. Jahrhunderts.